# Bosc Comunal d'Oleta
El Bosc Comunal d'Oleta és un bosc del terme comunal d'Oleta i Èvol, a la comarca del Conflent, de la Catalunya del Nord.
Està situat a la zona septentrional del terme, més al nord del poble d'Èvol. Està dividit en sis trams diferents; el més gran és el situat més al nord, on ocupa bona part del terme, d'est a oest i al nord i est de les Corts d'Avall. Inclou el Refugi de la Molina. Els altres quatre sectors són a l'oest i sud-oest del sector més gran; el més meridional es troba a tocar, al nord, de Tuïr d'Èvol.
El bosc està sotmès a una explotació gestionada per la comuna d'Oleta i Èvol, atès que el bosc és de propietat comunal. Té el codi F16312J dins de l'ONF (Office national des forêts).